# 1956 en Ontario
Chronologie de l'Ontario
- 1952
- 1953
- 1954
- 1955
- 1956
- 1957
- 1958
- 1959
- 1960

Cette page concerne des événements survenus en 1956 dans la province canadienne de l'Ontario.

## Politique
- Premier ministre : Leslie Frost du parti progressiste-conservateur de l'Ontario
- Chef de l'Opposition :
- Lieutenant-gouverneur :
- Législature :

## Événements
- 3 novembre : érection de l'Archéparchie catholique ukrainienne de Winnipeg et de l'Éparchie catholique ukrainienne de Toronto.

## Décès
- 6 janvier : Albert James Bradshaw (en), député fédéral de Perth (1945-1949) (° 18 décembre 1882).
- 30 mars : 
  - Joseph W. Noseworthy (en), député fédéral de York-Sud (1942-1945, 1949-1957) (° 25 novembre 1888).
  - Thomas Dufferin Pattullo, premier ministre de la Colombie-Britannique (1933-1941) (° 19 janvier 1873).
- 11 septembre : Billy Bishop, aviateur (° 8 février 1893).
- 7 octobre : Maud Allan, danseur (° 27 août 1873).